# کلیو بروک
کلیو بروک (انگلیسی: Clive Brook؛ ۱ ژوئن ۱۸۸۷ – ۱۷ نوامبر ۱۹۷۴) یک هنرپیشه اهل بریتانیا بود. وی بین سال‌های ۱۹۱۸ تا ۱۹۶۳ میلادی فعالیت می‌کرد.

## فیلم‌شناسی
مرا ستاره کن
- بازگشت شرلوک هلمز
- سواران
- ایست لین
- دنیای تبهکاران
- قطار سریع‌السیر شانگهای
- فهرست آدریان مسنجر
- هولا
- ۲۴ ساعت
- تداخل
- شرلوک هولمز
- داستان دو شهر
- سیم خاردار
- دیکتاتور
- آزمایش
- جنایت بی‌نقص